# 大兴镇 (都安县)
大兴乡，是中华人民共和国广西壮族自治区河池市都安瑶族自治县下辖的一个乡镇级行政单位。

## 行政区划
大兴乡下辖以下地区：
九顿村、国隆村、太阳村、江仰村、顺安村、加平村、池花村、林堂村、弄模村、骨龙村、梅珠村、古朝村和丹江村。